# Galicea Mare
Galicea Mare là một xã thuộc hạt Dolj, România. Dân số thời điểm năm 2002 là 4869 người.